# Villa Piloni
Villa Piloni, Federici, Foscolo è una villa veneta di Casteldardo di Borgo Valbelluna, in provincia di Belluno.

## Storia
Venne eretta dal nobile bellunese Odorico Piloni verso la fine del Cinquecento. Ai Piloni appartenevano diverse altre proprietà nella zona (tra cui altre tre ville a Cesa, Dussoi e Carfagnoi e un palazzo nel centro di Belluno), ma questa è certamente la costruzione più imponente, sia per dimensioni, sia per la posizione panoramica.
L'attuale aspetto si deve però agli interventi settecenteschi, attribuiti a Francesco Maria Preti che era zio del genero dell'allora proprietario Francesco Piloni. Anche il parco è il risultato dei rifacimenti tardo-ottocenteschi di Antonio Caregaro Negrin.
Nel 1885 il complesso fu acquistato da Antonio Federici. Fu in seguito ereditata dai veneziani Foscolo, cui appartiene tuttora.